# Ахмед, Яджуддин
Яджуддин Ахме́д (бенг. ইয়াজউদ্দিন আহম্মেদ; 1 февраля 1931, Бикрампур, Британская Индия — 10 декабря 2012, Бангкок) — бангладешский политик, президент Бангладеш с 5 сентября 2002 по 12 февраля 2009 года.

## Биография
Яджуддин Ахмед родился в Муншигандже 1 февраля 1931 года.
Учился в Университете Дакки на факультете почвоведения. В Университете Медисона в Висконсине защитил диссертацию. С 1973 г. преподавал в Университете Дакки, являлся профессором и заведующим кафедрой почвоведения, деканом биологического факультета; также преподавал в Корнелле и Геттингене. В 1991 занят пост советника временного правительства в министерстве продовольствия и культуры, с 1991 по 1999 год был председателем правительственных комиссий. В 2002 году победил на выборах президента, сменив Джамируддина Сиркара. Вступил в должность 5 сентября 2002 года.
С 26 октября 2006 по 11 января 2007 года председатель временного правительства из-за несогласия в парламенте по кандидатуре премьер-министра. 5 сентября 2007 года должны были пройти новые президентские выборы, но было решено, что в связи с масштабными уличными протестами вводится чрезвычайное положение, власть перешла к временному правительству во главе с Фахруддином Ахмедом, а полномочия президента были продлены до созыва нового парламента в конце 2008 года. Выборы прошли 11 февраля 2009 года. На них президентом был избран Зиллур Рахман, который был приведён к присяге на следующий день.
В последние годы занимал пост вице-канцлера частного Университета Бангладеш. Скончался в результате осложнений, полученных в ходе операции на сердце 10 декабря 2012.